# Engoulevent grouillécor
Siphonorhis brewsteri
Espèce
Synonymes
- Microsiphonorhis brewsteri Chapman, 1917
(protonyme)

Statut de conservation UICN

 NT  : Quasi menacé
L'Engoulevent grouillécor (Siphonorhis brewsteri) est une espèce d'oiseaux de la famille des Caprimulgidae.

## Répartition et sous-espèces
Selon la classification de référence du Congrès ornithologique international (15.1, 2025) il se répartit en deux sous-espèces :
- S. b. brewsteri (Chapman, 1917) — Hispaniola ;
- S. b. goiavensis Garrido, 2003 — la Gonâve.